# Lacinipolia runica
Lacinipolia runica là một loài bướm đêm trong họ Noctuidae.